# 熊文壽
熊文壽 (1849年—?)，字小彭，号晓村，湖北省黃州府麻城縣人，清朝政治人物、同進士出身。
光緒十五年（1889年），参加光緒己丑科殿試，登進士三甲122名。同年五月，著交吏部掣签，分发各省以知县即用。